# 리히

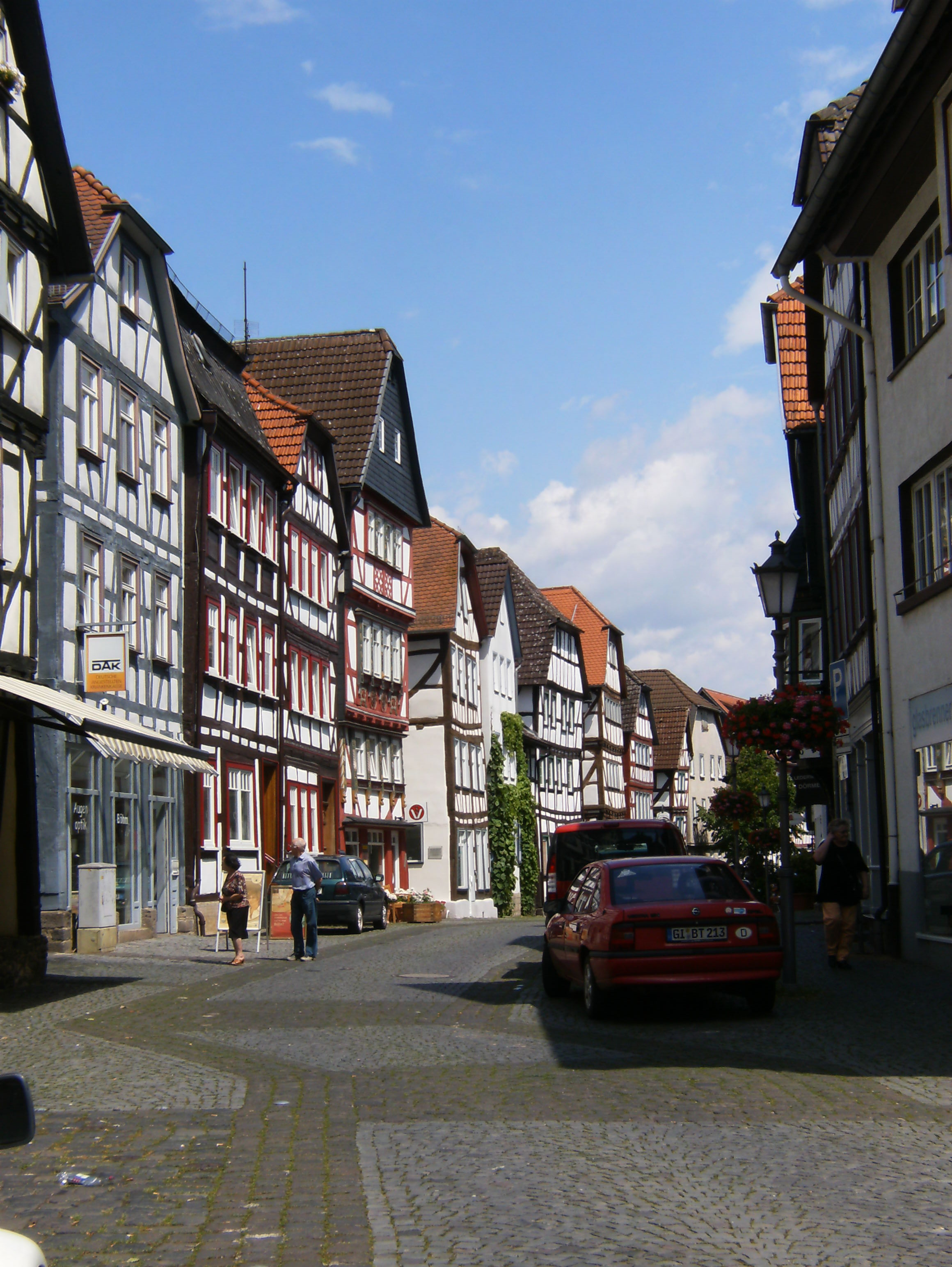
리히 시가지

리히(독일어: Lich)는 독일 헤센주에 위치한 도시로 면적은 77.64km2, 높이는 177m, 인구는 13,301명(2016년 12월 31일 기준), 인구 밀도는 170명/km2이다. 타우누스산맥과 포겔스베르크산맥의 중간 지점과 접하며 기센에서 남동쪽으로 12km 정도 떨어진 곳에 위치한다.

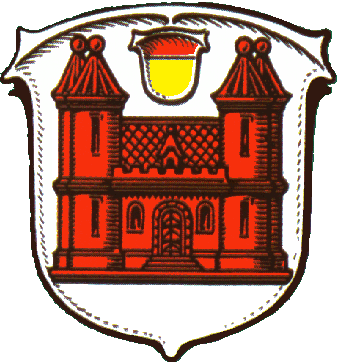
시 문장